# 松下大星
松下 大星（まつした たいせい）は、熊本県出身の日本の卓球選手。

## 経歴
父は世界選手権元日本代表の松下雄二、母も日本代表の旧姓・下長智子。父方の叔父は世界選手権元日本代表で卓球用品メーカーVICTAS社長の松下浩二。
愛知工業大学出身。
2022年、全日本卓球選手権 男子シングルスでベスト8に入賞した。
2022年、Tリーグの琉球アスティーダに加入。
反転式ペンホルダーの使用者として初めてのTリーガーとなった。
2022年、ポーランド・スーパーリーグのジェロナ・グラと契約。
2023年、バタフライとアドバイザリー契約を結んだ。
2025年3月30日、それまで所属していた実業団のクローバー歯科カスピッズからの退団を発表。翌日からは日の出医療福祉グループ卓球部の所属となった。

## 主な戦績
2020年
- 全日本卓球選手権大会 男子ダブルス 3位（江藤慧ペア）

2022年
- 全日本卓球選手権大会 男子シングルス ベスト8

### Tリーグの成績
| シーズン | 所属チーム       | 背番号 | シングルス | シングルス | シングルス | ダブルス | ダブルス | ダブルス |
| シーズン | 所属チーム       | 背番号 | 出場数     | 勝利数     | 敗戦数     | 出場数   | 勝利数   | 敗戦数   |
| -------- | ---------------- | ------ | ---------- | ---------- | ---------- | -------- | -------- | -------- |
| 2022-23  | 琉球アスティーダ | #85    | 3          | 1          | 2          | 0        | 0        | 0        |
| 2023-24  | 静岡ジェード     | #85    | 15         | 6          | 9          | 0        | 0        | 0        |
| 2024-25  | 静岡ジェード     | #85    |            |            |            |          |          |          |